# Tetragonochora melanopyga
Tetragonochora melanopyga là một loài tò vò trong họ Ichneumonidae.